# Egon Ullrich

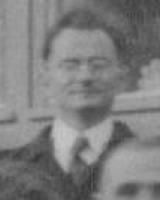
Egon Ullrich, 1930 in Jena

Egon Ullrich (* 1. November 1902 in Wien; † 30. Mai 1957 in Gießen) war ein österreichischer Mathematiker, der sich mit Funktionentheorie beschäftigte.

## Leben
Egon Ullrich wuchs in Graz auf und studierte an der Universität Graz Mathematik, Physik und Volkskunde (sowie ein Semester 1923 in Berlin). Er wurde 1925 in Graz bei Anton Rella (Zur Korrespondenz von zwei Klassen von Limitierungsverfahren) promoviert und war dann dort Gymnasiallehrer. 1926 ging er zu Ludwig Bieberbach nach Berlin und auf dessen Empfehlung 1927 zu Ernst Lindelöf und Rolf Nevanlinna nach Helsinki. Auch später hielt er die Verbindung zu finnischen Mathematikern und lernte Finnisch und Schwedisch. Danach war er Assistent von Robert König in Jena und ab 1930 an der Universität Marburg, wo er sich 1931 habilitierte. Im November 1933 unterzeichnete er das Bekenntnis der deutschen Professoren zu Adolf Hitler. Ab 1934 war er Oberassistent von Helmut Hasse in Göttingen, wo er auch Vorlesungen über Funktionentheorie hielt, und ab 1936 außerordentlicher Professor an der Universität Gießen (wo er schon 1935 eine Vertretungsprofessur hatte). 1940 wurde er ordentlicher Professor in Gießen. Hier hörte er noch Vorlesungen bei seinem Kollegen Friedrich Engel. 1943 bis Kriegsende hielt er auch in Vertretung Vorlesungen in Frankfurt am Main. Nach dem Krieg verzögerte sich seine Wiedereinstellung (sie erfolgte dann 1948 rückwirkend für 1947), so dass er als Gastprofessor in Mainz (1947) und Tübingen (1948) lehrte. Er war auch Gastprofessor in Berlin.
Ullrich befasste sich mit der Wertverteilungstheorie von Nevanlinna, wo er 1936 das Umkehrproblem in Spezialfällen löste, der Theorie Riemannscher Flächen und konformen Abbildungen. Nach dem Krieg befasste er sich auch mit Statistik und Biomathematik, entsprechend der schwerpunktmäßigen Ausrichtung der Universität Gießen auf Züchtungsforschung. Zu seinen Doktoranden gehört u. a. Hans Wittich.
Egon Ullrich war verheiratet, hatte acht Töchter und einen Sohn.

## Schriften (Auswahl)
- Ernst Lindelöf: Einführung in die höhere Analysis zum Selbststudium und für Studierende der ersten Semester, Nach d. 1. schwed. u. 2. finn. Aufl. dt. hrsg. von Egon Ullrich
- Zum Umkehrproblem der Wertverteilungslehre (= Nachrichten von der Gesellschaft der Wissenschaften zu Göttingen. Mathematisch-physikalische Klasse, Fachgr. 1, N. F. Bd. 1, Nr. 9), Göttingen 1936, S. 135–150.
- Friedrich Engel. Ein Nachruf, in: Nachrichten der Gießener Hochschulgesellschaft (1951), S. 139–154. pdf
- Die Naturwissenschaftliche Fakultät in Gießen., in: Ludwigs-Universität / Justus Liebig-Hochschule 1607–1957. Festschrift zur 350-Jahrfeier, Gießen 1957  pdf

## Verweise
1. ↑  Egon Ullrich im Mathematics Genealogy Project (englisch)  abgerufen am 2. Dezember 2024.
2. ↑  Lindelöf war die beherrschende Gestalt unter den Funktionentheoretikern in Finnland. Es fehlte aber in den 1920er Jahren an jüngeren Nachwuchswissenschaftlern bei den finnischen Funktionentheoretikern. Ahlfors kam erst Ende der 1920er Jahre. Er war nach der Nevanlinna-Biographie von Olli Lehto in den 1920er Jahren der einzige Nevanlinna-Schüler, der in Funktionentheorie promovierte (1930). Olli Lehto Erhabene Welten, S. 84.
3. ↑  In der Nevanlinna-Biographie von Olli Lehto wird erwähnt, das finnische Mathematiker bei den Ullrichs stets gastfreundlich aufgenommen wurden. Auch mehrere der Kinder von Ullrich verbrachten ihre Ferien in Finnland bei den Nevanlinnas
4. ↑  Ullrich Über das Umkehrproblem der Wertverteilungstheorie, Nachrichten Göttinger Akademie der Wissenschaften 1936. Daran arbeiteten später auch unter anderem Oswald Teichmüller, Hans Wittich. Vollständig gelöst wurde es erst 1977 von David Drasin

| Personendaten    | Personendaten                 |
| ---------------- | ----------------------------- |
| NAME             | Ullrich, Egon                 |
| KURZBESCHREIBUNG | österreichischer Mathematiker |
| GEBURTSDATUM     | 1. November 1902              |
| GEBURTSORT       | Wien                          |
| STERBEDATUM      | 30. Mai 1957                  |
| STERBEORT        | Gießen                        |